# Reto Capadrutt
Reto Capadrutt   (Coira, 4 de març de 1912 - Cortina d'Ampezzo, 3 de febrer de 1939) va ser un pilot de bobsleigh suís que va competir durant la dècada de 1930.
El 1932 va prendre part en els Jocs Olímpics de Lake Placid, on guanyà la medalla de plata en la prova de bobs a 2 formant parella amb Oscar Geier. En aquests mateixos Jocs fou quart en la prova de bobs a 4 junt a Hans Eisenhut, Charles Jenny i Oscar Geier. Quatre anys més tard, als Jocs de Garmisch-Partenkirchen, guanyà la medalla de plata en la prova de bobs a 4, fent equip amb Hans Aichele, Fritz Feierabend i Hans Bütikofer. En la prova de bobs a 2, fent parella amb Charles Bouvier, fou setè.
Va morir de resultes de les ferides patides en un accident mentre competia a Cortina d'Ampezzo el 1939.